# Дзвоники сибірські
Дзвоники сибірські (Campanula sibirica) — вид рослин з родини дзвоникових (Campanulaceae), поширений у середній і східній Європі, західній частині Азії.

## Опис
Дворічна чи багаторічна трав'яниста рослина 20–80 см заввишки. Стебло прямостійне або висхідне, як і вся рослина, запушене короткими волосками. Листки хвилясто-зарубчаті, тупуваті; нижні — довгасті або лопаткоподібні, звужені в черешок, стеблові — ланцетні або лінійні. Квітки сидячі, пониклі, зібрані в китицеподібну волоть; придатки між частками чашечки загострені. Віночок вузько-дзвонові, 18–20 мм завдовжки. Зав'язь 3-гніздова, рилець 3. Коробочка розкривається отворами при основі. Коробочка ≈ 4 × 3 мм. Насіння еліптичне, ≈ 1 мм. 2n = 34.

## Поширення

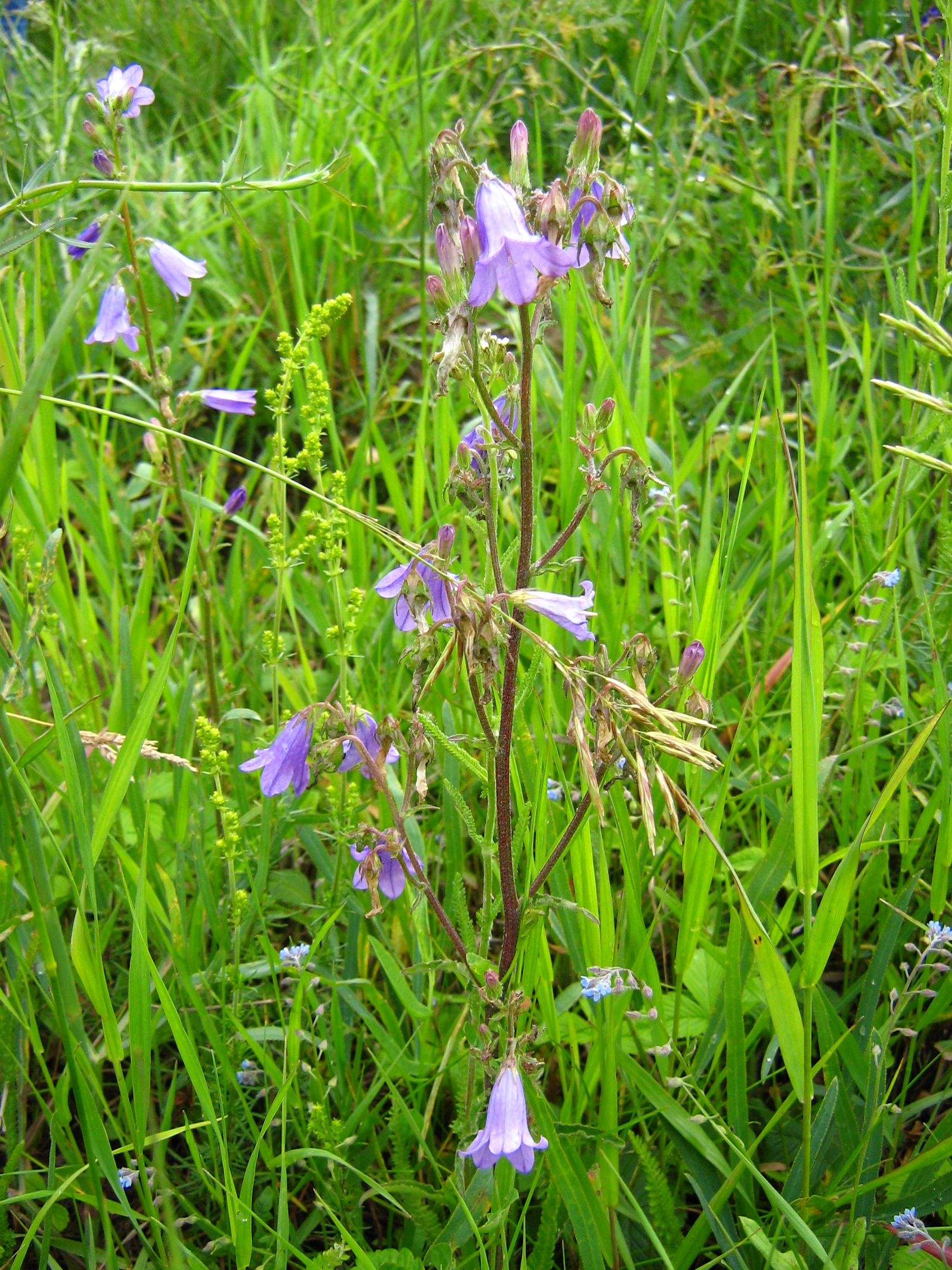
рослина в середовищі проживання

Поширений у середній і східній Європі, та західній частині Азії — Сибір, Казахстан, Китай (Сіньцзян), Вірменія, Азербайджан, Грузія, Туреччина.
В Україні вид зростає на луках, схилах, в чагарниках — на всій території, але в півд. ч. Степу рідко.